# Corpúsculo de Krause
São pouco conhecidos; sua função é incerta (alguns os consideram como termorreceptores sensíveis ao frio). São encapsulados,e localizam-se nas bordas da epiderme com as mucosas. Suas fibras são mielínicas.[1]